# SN 2005gh
SN 2005gh – supernowa typu Ia odkryta 23 września 2005 roku w galaktyce A205036-0021. W momencie odkrycia miała maksymalną jasność 21,80m.